# Boddin
Boddin är en ortsteil i kommunen Walkendorf i Landkreis Rostock i förbundslandet Mecklenburg-Vorpommern i Tyskland. Boddin var en kommun fram till 26 maj 2019 när den uppgick i Walkendorf. Kommunen Boddin hade 314 invånare 2019.